# معركة الطرف الأغر (لوحة)
معركة الطرف الأغر، 21 أكتوبر 1805 هي لوحة تعود لعام 1822 للفنان البريطاني جيه. إم. دبليو تيرنر. الذي كلفه الملك جورج الرابع برسمها كجزء من سلسلة من الأعمال لتزيين ثلاث غرف استقبال حكومية في قصر سانت جيمس وربط أسرة هانوفر بالنجاح العسكري.

## وصلات خارجية
- صفحة الوصف على المتحف البحري الوطني موقع.